# Rajsko (wzgórze w Krakowie)
Rajsko – wzgórze w Krakowie w dzielnicy X Swoszowice. Ma charakter garbu, ciągnącego się od Rajska do Soboniowic (Baryczy). Ze wzgórza wypływa potok Malinówka oraz kilka strumyków.
Szczyt wzgórza pokryty jest lasem, w którym znajduje się fort główny artyleryjski 51 "Rajsko", wchodzący w skład Twierdzy Kraków.